# Liste der Althistoriker an der Technischen Universität Berlin
Die Liste der Althistoriker an der Technischen Universität Berlin verzeichnet alle Hochschullehrer, die an der Technischen Universität Berlin (TUB) und der Pädagogischen Hochschule Berlin Alte Geschichte lehrten oder lehren. Das umfasst alle regulären Hochschullehrer, die Vorlesungen halten durften, also Ordinarien, Außerplanmäßige Professoren, Juniorprofessoren, Gastprofessoren, Honorarprofessoren, Lehrstuhlvertreter und Privatdozenten. Althistoriker des Mittelbaus (Assistenten und Mitarbeiter) sind nur in begründeten Ausnahmefällen berücksichtigt.
Angegeben ist in der ersten Spalte der Name der Person und ihre Lebensdaten, in der zweiten Spalte wird der Eintritt in die Universität angegeben, in der dritten Spalte das Ausscheiden. Spalte vier nennt die höchste an der Technischen Universität Berlin erreichte Position. An anderen Universitäten kann der entsprechende Dozent eine noch weitergehende wissenschaftliche Karriere gemacht haben. Die nächste Spalte nennt Besonderheiten, den Werdegang oder andere Angaben in Bezug auf die Universität oder das Institut. In der letzten Spalte werden Bilder der Dozenten gezeigt, was derzeit aufgrund der Bildrechte jedoch schwer ist.

## Technische Universität Berlin
| Wissenschaftler                | von  | bis  | Funktionen                 | Bemerkungen                                                                                     | Bild |
| ------------------------------ | ---- | ---- | -------------------------- | ----------------------------------------------------------------------------------------------- | ---- |
| Karl-Ernst Petzold (1918–2003) | 1968 | 1970 | Ordinarius                 | erster Lehrstuhlinhaber nach Aufteilung des einzigen Ordinariats für Geschichte                 |      |
| Werner Dahlheim (* 1938)       | 1970 | 2006 | Ordinarius                 |                                                                                                 |      |
| Klaus Meister (* 1938)         | 1980 | 2005 | Ordinarius                 |                                                                                                 |      |
| Christian Gizewski (1941–2019) | 1985 |      | Außerplanmäßiger Professor | 1985 Privatdozent, 2000 Außerplanmäßiger Professor                                              |      |
| Raimund Schulz (* 1962)        | 1996 | 2011 | Außerplanmäßiger Professor | 1996 Privatdozent, 2003 Außerplanmäßiger Professor                                              |      |
| Matthäus Heil (* 1960)         | 1998 |      | Gastprofessor              | 2003 bis 2006 Arbeitsstellenleiter der PIR; 1998 Lehrbeauftragter an der TU, 2006 Gastprofessor |      |
| Henrike Maria Zilling          | 1999 | 2012 | Privatdozentin             | 1999 wissenschaftliche Mitarbeiterin, 2004 wissenschaftliche Assistentin, 2010 Privatdozentin   |      |
| Dagmar Thorau                  | 2006 |      | Gastprofessorin            |                                                                                                 |      |

## Pädagogische Hochschule
| Wissenschaftler               | von  | bis  | Funktionen | Bemerkungen | Bild |
| ----------------------------- | ---- | ---- | ---------- | ----------- | ---- |
| Wolfgang Schuller (1935–2020) | 1972 | 1976 | Ordinarius |             |      |
| Klaus Meister (* 1938)        | 1977 | 1980 | Ordinarius |             |      |